# アクバル (ムガル皇子)
アクバル（Akbar, 1657年9月11日 - 1706年3月31日）は、北インド、ムガル帝国の第6代皇帝アウラングゼーブの四男。母はディルラース・バーヌー・ベーグム。しばしば全名のムハンマド・アクバル（Muhammad Akbar）で呼ばれる。

## 生涯
1657年9月11日、ムガル帝国の皇帝（まだ皇帝ではない）アウラングゼーブとその妃ディルラース・バーヌー・ベーグムとの間に生まれた。
1676年、アクバルは父アウラングゼーブにより、ムルターンの太守に任命された。
1678年12月10日、マールワール王国の君主ジャスワント・シングが死ぬと、彼と対立していたアウラングゼーブは直ちにその併合を宣言した。
1679年1月9日、アウラングゼーブは大規模な軍隊をマールワール王国の首都ジョードプルへと送り、これを包囲して占拠した。なお、このときの一師団にはアクバルが率いる軍勢もいた。ジョードプルを占拠したのち、マールワール王国の各地にあった寺院は破壊され、偶像はデリーへと移送された。
同年4月2日、アウラングゼーブは帝国全土の異教徒にジズヤを課すことを宣言し、マールワール王国の人民はジャスワント・シングの遺児アジート・シングを王として蜂起し、メーワール王国といったラージプートの反乱も招く結果となった。
アクバルはメーワール王国の首都チットールを占拠したが、1680年5月にラージプートのゲリラに負けたことでチットールから左遷させられた。そのため、彼は父アウラングゼーブに恨みを抱くようになり、マールワール王国のラージプートにアウラングゼーブの偏狭な行為が帝国の破滅を招くとそそのかされ、その考えに同意するようになった。
そして、1681年1月1日にアクバルは自ら帝位を宣し、姉妹のゼーブンニサー・ベーグムの支持も得て、アウラングゼーブに反旗を翻すところとなった。彼は軍12000を率いてアジメールへと進撃し、メーワール王国のラージ・シングからは騎兵6,000を提供され、マールワール王国の領土を通過したときにはその加勢も受け、軍勢は25,000となっていた。
だが、アクバルはアウラングゼーブ自らに率いられた軍勢に敗北し、デカンのマラーター王国のもとへと逃げた。一方、彼を支援したゼーブンニサー・ベーグムはこれに連座し、
アウラングゼーブは勝利したものの、これまでのラージプートとの一連の戦闘で受けた損害が莫大であったため、同年6月にメーワール王国に好条件を与えて講和した。メーワール王国と講和後、アウラングゼーブはアクバルが逃げたマラーター王国へと征討をかけるため、同年9月にデカンへ向かて南下した（デカン戦争）。
一方、アクバルはマラーター王国の領土へと逃げたのち、その君主サンバージーの保護のもとで数年を過ごした。だが、デカン戦争が激化すると、1686年9月にはイランのサファヴィー朝へ送られた。
その後、アクバルはイランにおいて父アウラングゼーブの死を祈り続け、1706年3月31日にマシュハドで死亡した。アウラングゼーブが死んだのはその翌年3月3日である。